# Ommatius carbonarius
Ommatius carbonarius är en tvåvingeart som beskrevs av Scarbrough, Marasci och Hill 2003. Ommatius carbonarius ingår i släktet Ommatius och familjen rovflugor.
Artens utbredningsområde är Tanzania. Inga underarter finns listade i Catalogue of Life.